# Therobia bicolor
Therobia bicolor là một loài ruồi trong họ Tachinidae.